# Beneixama
Beneixama – gmina w Hiszpanii, w prowincji Alicante, we wspólnocie autonomicznej Walencja, o powierzchni 34,89 km². W 2011 roku liczyła 1792 mieszkańców.
W gminie Benejama znajduje się również skupisko ludności El Salse.